# Arceuthobium gillii
Arceuthobium gillii é uma planta parasita encontrada no Arizona, Novo México, Chihuahua, Sonora e Sinaloa. Encontra-se principalmente no pinheiro de Chihuahua, pinus leiophylla, ou chihuahuana.